# Mato Ivić
Mato Ivić, hrvatski pravnik i saborski zastupnik iz 2. polovice 19. stoljeća, pisac brojnih zakona, rodom iz Slavonije. Djelovao u Zemunu kao odvjetnik, ugledni Zemunac, borac za kućne zadruge i promicatelj širenja kućnih zadruga u Hrvata, borac za hrvatsku pravnu tradiciju. Kad je Zemun proglašen slobodnim carskim gradom, izravno podređen zemaljskoj vladi u Zagrebu, umjesto magistrata komunitetskog, Zemun je dobio gradsko poglavarstvo. Dr Mato Ivić kao gradski zastupnik izabran je u Hrvatski sabor. I danas u Zemunu postoji ulica, ali ne više Mate Ivića nego samo Ivićeva ulica.
Bio je najpoznatiji stručnjak u Hrvatskoj za kućne zadruge svog vremena. 1874. je godine njemačkom jeziku objavio knjigu o zadrugama. U knjizi se založio se u njoj za konzerviranje zadruga uz bolju zakonsku regulativu koja bi omogućila uvjetnu diobu, ali istodobno i osnivanje novih zadruga, postoje li za to želje i mogućnosti. Nije ostao samo na teoriji, nego je u jednom poglavlju napisao praktične primjere kako bi trebala izgledati buduća zadruga. Zadrugu je smatrao uvjeto bolje budućnosti hrvatskog naroda.
1870-ih je djelovao na poboljšavanju zakonodavstva Vojne krajine te usklađivanja istog sa zakonodavstvom Hrvatske. 
Bio u zadružnom povjerenstvu koje je 1880. izradilo krajiški zakon o zadrugama. Bio je jedan od najutjecajnijih članova povjerenstva. Nakon sjedinjenja Krajine s Hrvatskom 1881. godine, a posebno nakon što je postao narodni zastupnik u Hrvatskom saboru, založio se za novo zakonodavstvo. Spada u među zaslužnije tvorce jedinstvenog zadružnog zakona iz 1889. godine koji je uz novelu iz 1902. ostao na snazi sve do 1941. godine. Iviću pripada Poslije je općeprihvaćena jedna zakonska odrednica koja je Ivićevo djelo. Njome je kućna zadruga prema trećim osobama u biti pravna osoba.
Borac za autentično hrvatskog zakondavstvo i hrvatsko običajno pravo. Odbacivao je strane utjecaje i intervencije u hrvatsko običajno pravo. Zastupao je domaće pravno reguliranje zadružnih zakona i jedan je od ondašnjih rijetkih pristaša ne samo održanja nego i širenja kućnih zadruga.